# Diterpenă

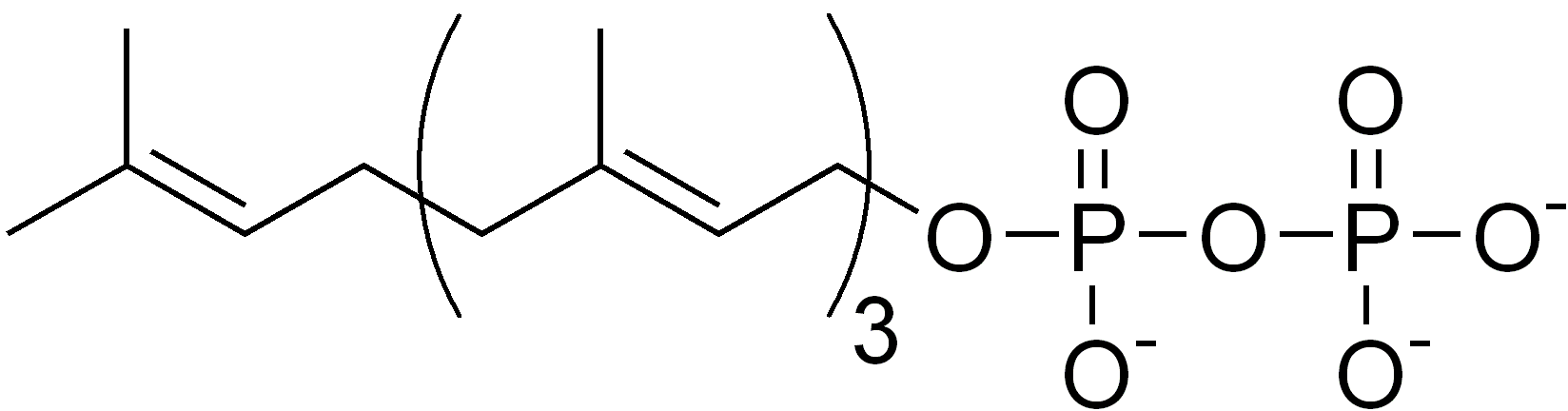
Geranilgeranil-pirofosfatul este compusul de la care are loc biosinteza diterpenelor

Diterpenele alcătuiesc o clasă de compuși organici formați din două unități terpenice, având formula moleculară C20H32. Sunt biosintetizate de către plante, animale și fungi pe calea metabolică a HMG-CoA reductazei, geranilgeranil-pirofosfatul fiind intermediarul primar. Diterpenele reprezintă baza pentru compuși biologici importanți, precum sunt retinolul, retinalul și fitolul. Prezintă activitate antimicrobiană și antiinflamatorie.
Diterpenoidele sunt structuri derivate de diterpene care conțin heteroatomi. De exemplu, taxanii sunt derivați de taxadienă și sunt utilizați ca agenți chimioterapici anticanceroși.

## Structuri diterpenice

Taxadienă: o diterpenă triciclică nesaturată

Există foarte multe tipuri de structuri diterpenice, iar clasificarea acestora se poate face în funcție de numărul de cicluri prezente în moleculă:
P
| Număr de nuclee | Exemple            |
| --------------- | ------------------ |
| 0               | Fitan              |
| 1               | Cembren A          |
| 2               | Sclaren, Labdan    |
| 3               | Abietan, Taxadienă |
| 4               | Stemaren, Stemoden |